# San Lorenzo in Miranda
San Lorenzo in Miranda es una de las iglesias de Roma. Dedicada al diácono y mártir romano Lorenzo, está ubicada en el Foro Romano en el rione de Campitelli. Se construyó en el interior del antiguo Templo de Antonino y Faustina, y se construyó en el siglo VII u XI, aunque fue modificado drásticamente después.

## Historia
La iglesia fue construida sobre los restos del templo de Antonino y Faustina que databa del 141. Pudo haber sido reutilizado ya a partir del siglo VII como iglesia, ya que era considerado el lugar donde san Lorenzo fue condenado a muerte, pero, con certidumbre, fue mencionada en el siglo XI por diferentes fuentes con el término latino Mirabilia Urbis Romae. La iglesia, que debe su nombre in Miranda a la bella vista sobre el Foro (mirare esto es, «contemplar»), aparece en fuentes solo a partir del siglo XI.
Fue construida una escalera que permitía el acceso al pórtico desde el lado del Foro, pero las sucesivas excavaciones arqueológicas que han sacado a la luz el nivel original de la zona en la época imperial han hecho imposible el acceso desde ese lado. 
En 1429/1430 el papa Martín V concedió la iglesia a la Universitas Aromatorium, el «Colegio de químicos y herboristas», la cual utiliza aun hoy en día los locales adyacentes a la iglesia para albergar un museo que contiene, entre otras cosas, recetas firmadas por Rafael Sanzio. Después de esta concesión se construyeron capillas laterales.
En 1536, se decidió restaurar la forma original del templo romano con ocasión de la visita del emperador Carlos V. Para esto, las capillas laterales fueron destruidas y se erigieron de nuevo diversos ornamentos y las columnas, con la intención de recrear los volúmenes del templo. 
De nuevo en 1602 Orazio Torriani remodeló la iglesia dotándola de una nave única y de tres nuevas capillas laterales. En 1801 se iniciaron las excavaciones arqueológicas. 

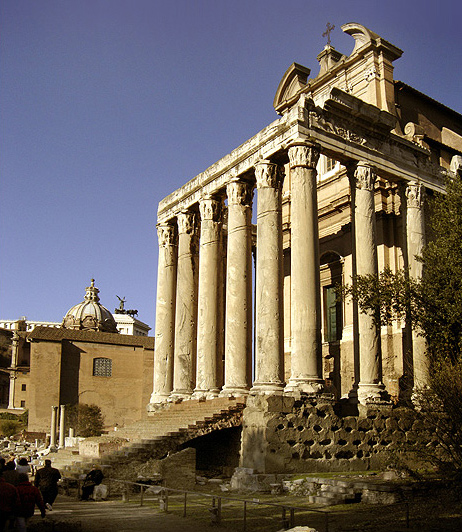
El pronaos

## Descripción
El aspecto de la iglesia es muy similar al del templo original, ya que no se realizaron obras que sobrepasaran la base del templo. Incluso nunca se construyó un ábside, preservando la estructura de la cella del templo. 

## Decoraciones interiores
La iglesia alberga encima de su altar mayor una pintura de Pietro da Cortona llamada El martirio de San Lorenzo (1646) y la primera capilla a la izquierda acoge una Madonna con niño y los santos (1626) de Domenichino.